# Connie Ray
Constance „Connie“ Ray (* 10. Juli 1956 in Hillsborough, Orange County, North Carolina) ist eine US-amerikanische Schauspielerin.

## Leben
Ray studierte an der East Carolina University Schauspiel und Tanz.
Nationale Bekanntheit erlangte Ray durch ihre Rolle der Millicent Torkelson in der Sitcom Alle meine Kinder. Zuvor war sie 1991 in einer Episode der Fernsehserie Bigfoot und die Hendersons zu sehen. Sie spielte in Komödien wie Stuart Little, aber auch ernsten Filmen wie Speed 2. Am Anfang der 2010er Jahre war sie häufiger in Fernsehserien zu sehen.

## Filmografie (Auswahl)
- 1991: Bigfoot und die Hendersons (Harry and the Hendersons, Fernsehserie, Episode 1x13)
- 1991–1993: Alle meine Kinder (The Torkelsons/Almost Home, Fernsehserie, 33 Episoden)
- 1996: Ein Präsident für alle Fälle (My Fellow Americans)
- 1997: Speed 2 (Speed 2: Cruise Control)
- 1998: Eine zweite Chance (Hope Floats)
- 1999: Stuart Little
- 1999: Die Killerhand (Idle Hands)
- 2000: Lost Souls – Verlorene Seelen (Lost Souls)
- 2002: About Schmidt
- 2002: The Time Machine
- 2003: How to Deal – Wer braucht schon Liebe? (How to Deal)
- 2004: Bobby Jones – Die Golflegende (Bobby Jones: Stroke of Genius)
- 2005: Thank You for Smoking
- 2005: Die Eisprinzessin (Ice Princess)
- 2007: Welcome to Paradise
- 2011: Law & Order: Special Victims Unit (Law & Order: New York, Fernsehserie, Episode 13x04)
- 2019: Kim Possible (Fernsehfilm)